# كيث كامبل
كيث كامبل (بالإنجليزية: Keith Campbell (biologist))‏ (و. 1954 – 2012 م) هو أحيائي، ومخترع، وأستاذ جامعي من المملكة المتحدة . ولد في برمينغهام .
توفي في نوتينغهام .

## التعليم
تعلم في جامعة لندن

## أعمال بارزة
من أهم أعماله:
- النعجة دولي.